# Ana Carolina Grajales
Ana Carolina Grajales (Miami, Florida; 7 de diciembre de 1990) es una actriz estadounidense. Su progenitora es natural de Hartford, Connecticut y su padre de Apía, Risaralda, Colombia. Su mamá la llevó muy pequeña a Colombia, país que la vio crecer durante sus primeros 12 años de vida.

## Carrera
Su carrera empieza con varios cortometrajes y videos en Colombia. En el año 2010 aparece en Aurora, donde interpretó a Charlotte.
Participa en Grachi donde interpretó a Valeria y a Amaya Vélez.
En el año 2012 participa en Relaciones peligrosas, como actuación juvenil.
En el año 2013 participa en Marido en alquiler, donde interpretó a Amalia Salinas Carrasco.
En el año 2016 participó en la telenovela Silvana sin lana y en 2017 en Un nuevo amor.
En 2018 partecipa a la película Más sabe el diablo por viejo interpetando el papel menor de Canadiense Pecosa.
En 2021 partecipa al cortometraje Prolonged Silence junto a su compañero Pablo Azar.
En 2022 interpreta el personaje menor de Danae en la película TQM y en el mismo año presta su voz en el videojuego Call of Duty: Modern Warfare II.

## Telenovelas
| Año       | Telenovela            | Personaje                     |
| --------- | --------------------- | ----------------------------- |
| 2017      | Un nuevo amor         | Rossana Larrea Sandoval       |
| 2016      | Silvana sin lana      | Alejandra Castillo            |
| 2013-2014 | Marido en alquiler    | María Amalia Salinas Carrasco |
| 2012-2013 | Grachi                | Valeria / Amaya Vélez         |
| 2012      | Relaciones peligrosas | Sofía Blanco                  |
| 2011      | RPM Miami             | Amiga de Natty                |
| 2010-2011 | Aurora                | Charlotte                     |

## Películas
| Año  | Película                     | Personaje         |
| ---- | ---------------------------- | ----------------- |
| 2022 | TQM                          | Danae             |
| 2018 | Más sabe el diablo por viejo | Canadiense Pecosa |

## Videojuego
- Call of Duty: Modern Warfare II como voz adicional.

## Series
- Glitter Force como Lily.

## Cortometrajes
- Prolonged Silence como Sofia.